# Conrad Lewandowski
Conrad Yoseph Lewandowski (25 marzo 2001) è un tuffatore thailandese.

## Biografia
Ha partecipato ai Giochi del Sud-est asiatico di Kuala Lumpur 2017.
Ha rappresentato la nazionale tailandese ai Giochi asiatici di Giacarta 2018 nel concorso della piattaforma 10 metri, concludendo al decimo ed ultimo posto. Nel sincro 10 metri è arrivato settimo con il compagno Thitipoom Marksin.
Ai campionati mondiali di nuoto di Gwangju 2019 ha terminato quarantaquattresimo nella piattaforma 10 metri ed al sedicesimo posto nella piattaforma 10 m sincro, in coppia con Thitipoom Marksin.

## Palmarès
| Anno | Manifestazione  | Sede     | Evento          | Risultato | Prestazione | Note  |
| ---- | --------------- | -------- | --------------- | --------- | ----------- | ----- |
| 2018 | Giochi asiatici | Giacarta | Piattaforma 10m | 10º       | 324,50 p.   | [ 1 ] |
| 2018 | Giochi asiatici | Giacarta | Sincro 10m      | 7º        | 291,84 p.   | [ 1 ] |
| 2019 | Mondiali        | Gwangju  | Piattaforma 10m | 44º Q     | 283,55 p.   |       |
| 2019 | Mondiali        | Gwangju  | Sincro 10m      | 16º Q     | 277,86 p.   |       |